# Alfred Sohn-Rethel (peintre)
Alfred Sohn-Rethel (né le 8 février 1875 à Düsseldorf, mort le 10 décembre 1958 à Tübingen) est un peintre allemand.

## Biographie
Alfred Sohn-Rethel vient d'une grande famille de peintres (de). Il est le fils aîné de Karl Rudolf Sohn et de son épouse Else Sohn-Rethel, la fille du peintre Alfred Rethel. Son grand-père paternel est Karl Ferdinand Sohn. Ses frères et sœurs sont Otto Sohn-Rethel, Karli Sohn-Rethel et Mira Sohn-Rethel qui épouse en 1907 Werner Heuser. Avec son épouse Anna Julie Michels, il a trois enfants : Anna Clara Marie Elisabeth, dite Lissi (1897–1993), Alfred Carl Eduard (1899–1990) et Hans-Joachim (de) (1905–1955).
Inspiré par son père, Alfred peint très tôt la nature, pratique l'aquarelle et les dessins d'animaux du jardin zoologique et fait les portraits des membres de sa famille. Il va au Realgymnasium (de). Ses résultats scolaires laissent à désirer et l'apprentissage est difficile. Ainsi, lui et son ami Ernst Lueg, fils de Heinrich Lueg (de), ont un tuteur après les heures normales de cours. En raison de ses talents artistiques, son père juge nécessaire de le confier à Hugo Zieger, professeur de dessin, qui enseigne deux fois par semaine.
À 13 ans, Alfred réussit l'examen d'entrée à l'académie des beaux-arts de Düsseldorf et est accepté le 15 mai 1888 en tant qu'étudiant. Il étudie d'abord dans la classe du plâtre puis de nu auprès d'Eduard Gebhardt, en 1889 dans la classe de Hugo Crola et Adolf Schill, et finalement en 1892 dans la classe de maîtrise de Peter Janssen.
À l'Académie, Alfred devient ami avec un étudiant plus âgé, Lewis Edward Herzog (de). Ils développent l'intention de quitter l'académie pour des études de peinture en Italie. Ils le font à l'automne de 1892 et immédiatement après Noël, vont à Venise. Le séjour à Venise est interrompu par un tremblement de terre le 31 janvier 1893 qui détruit dans le quartier dans lequel ils vivent. Alfred déménage dans une petite ville au bord du lac de Garde, où il pourrait vivre à moindre coût. À partir de ce moment, de nombreuses œuvres proviennent de scènes rurales.

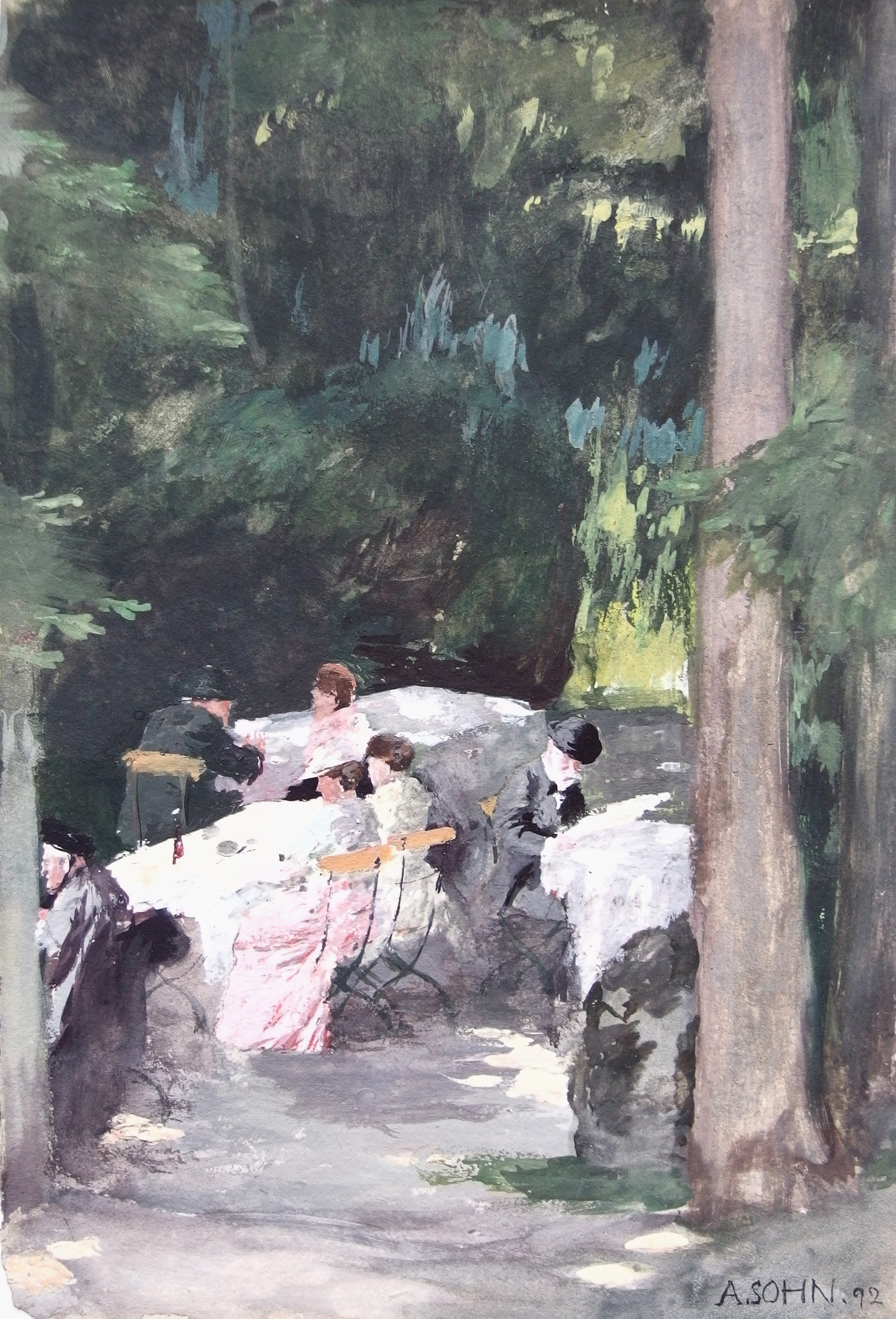
Jacobigarten de Düsseldorf, 1892.

Sa famille passe l'été de 1893 à Colle Isarco (it), il lui rend visite. Au Grand Hôtel, il rencontre sa future épouse Anna Julie Michels. Ses parents sont Eduard Michels, propriétaire d'une usine textile à Hanovre-Linden, et Elisabeth Oppenheimer, fille du banquier Albert Oppenheimer (de). En 1893, il retourne à Venise et continue de suivre ses études de peinture et reste en contact étroit avec Anna. De retour en Allemagne, Alfred Sohn-Rethel épouse Anna Julie Michels à Hanovre, le 8 octobre 1896.
Début 1897, il s'installe à Paris. Il y développe son sens sensible de la couleur et le traitement pictural du contenu de l'image et s'éloigne de la tradition de la peinture de genre de l'école de Düsseldorf. Il continue à peindre des natures mortes, des personnages, des paysages et des animaux. Pour ses séjours à Düsseldorf, il a toujours le studio familial à sa disposition. La maison est détruite pendant la Seconde Guerre mondiale par une bombe incendiaire, y compris toutes les œuvres d'art rassemblées.
Le 8 décembre 1897, sa fille Elisabeth, appelée Lissi, naît à Hanovre, qui sera plus tard la deuxième épouse d'Albert Steinrück. À Neuilly-sur-Seine, naît le 4 janvier 1899 son fils Alfred Carl Eduard. De 1908 à 1912, le fils vit chez Ernst Poensgen (de). Le 15 novembre 1905 naît Hans-Joachim (de).
À Paris, Sohn-Rethel réalise des études d'impressions et de nombreux croquis qui sont publiés en 1900 par l'auteur Walther Gensel (1870-1910) sous le titre Paris – Studien und Eindrücke chez Dietrich, Leipzig. En 1903, il habite 23 rue des Fossés-Saint-Jacques à Paris. Il s'installe à Barbizon, où il cherche un accès immédiat à la nature et aux paysages. Avec deux tableaux de l'école de Barbizon, Sous-bois et La fille du paysan, Alfred Sohn-Rethel participe à l'exposition du Salon de la Société des Artistes français au Grand Palais du 16 avril au 30 juin 1903.
En 1909, Alfred Sohn-Rethel et les peintres de Düsseldorf, Julius Bretz, Max Clarenbach, August Deusser, Walter Ophey, Wilhelm Schmurr et ses frères Otto Sohn-Rethel et Karli Sohn-Rethel fondent l'association Sonderbund. Elle organise sa première grande exposition à la galerie d'art de Düsseldorf (de) du 10 au 31 mai 1908. Elle a d'abord des contacts étroits avec le galeriste Alfred Flechtheim puis s'en éloigne. En 1903, Alfred Sohn-Rethel avait adhéré à la Deutscher Künstlerbund.
En 1912, il déménage de Paris à Wilmersdorf puis Berlin-Charlottenburg. Ici, il reprend les influences de la peinture de salon et de l'expressionnisme. En mai 1912, Alfred Sohn-Rethel présente un autoportrait, une Nature morte avec une poupée japonaise et une nature morte florale à l'exposition de la Sonderbund à Cologne. Les peintures de genre, caractérisées par une structure claire de l’image et une reproduction exacte des détails, font désormais partie de ses œuvres antérieures.
Début 1916, pendant la Première Guerre mondiale, il est artiste de guerre sur le front oriental en Pologne et en Biélorussie. En tant qu’artiste, il doit trouver « des motifs intéressants du point de vue de la guerre et efficaces ». Il dessine des paysages, des villages, des déplacements de populations et des trains de soldats. En 1918, il prend part en tant que membre de l'Association libre des artistes de Düsseldorf dans le cadre de la Grande exposition d'art de Berlin à Düsseldorf.
Au cours du Troisième Reich, Alfred Sohn-Rethel est considéré comme Mischling au premier degré et subit l'antisémitisme. Il est membre de la Chambre des beaux-arts du Reich en janvier 1934 et réside au Kurfürstendamm 69. Il peut continuer à exercer sa profession. En 1936, son fils Alfred émigre à Lucerne en Suisse, où il avait envoyé son épouse Tilla Henninger et sa fille Brigit en 1935. Sohn-Rethel divorce de son épouse juive en octobre 1937, mais reste en contact avec elle, ce qui lui vaut l'exclusion du Bund Deutscher Maler und Graphiker e. V.
Sa fille Lissi, veuve d'Albert Steinrück depuis 1929, vit alors dans la colonie d'artistes de Berlin (de), Laubenheimer Str.1, ses deux filles et la femme d'Alfred, Anna Julie, sont protégées avec l'aide de Heinrich George. Son fils, Hans-Joachim Sohn-Rethel, quitte Berlin. En 1934, il passe par la Suisse en Angleterre et émigre en 1939, aux États-Unis.
En mai 1946, après la fin de la Seconde Guerre mondiale, il se remarie avec Anna Julie Michels.
À l'âge de soixante-quinze ans, de 1950 à 1955, Alfred Sohn-Rethel enseigne la peinture et le dessin à Sigmaringen, où il a vécu non loin de l'abbaye de Hedingen.
En avril 1956, il est emmené à Tübingen dans un hospice religieux, où il meurt de sénilité le 10 décembre 1958. Sa femme Anna est décédée un an plus tôt, le 7 septembre 1957.